# Pons-Brooks komet
Pons-Brooks komet eller 12P/Pons-Brooks är en periodisk komet med en omloppstid på nästan 71 år. Den upptäcktes första gången 21 juli 1812 av Jean-Louis Pons i stjärnbilden Lodjuret. Ovetande om J. L. Pons upptäckte Vincent Wisniewski samma komet 1 augusti och Alexis Bouvard 2 augusti. 
Utifrån observationerna från 1812 beräknade Johann Franz Encke ut att kometen hade en omloppstid på 70,68 år och skulle återkomma 1883. Men inga försök att hitta kometen utifrån dessa förutsägelser var lyckosamma. Istället råkade William Robert Brooks återupptäcka kometen 2 september 1883. Efter återupptäckten kunde flera astronomer följa den oansenliga kometen. Kometen återkom 1954 och besöker det inre av solsystemet under våren 2024.
Kometen har idag en stabil omloppsbana som endast tar den nära planeten jorden vars gravitation är för svag för att störa omloppsbanan nämnvärt.